# Boeing 247
Boeing Model 247 byl dvoumotorový dopravní letoun vyráběný od roku 1933 společností Boeing. Byl prvním letounem, který naplno využívalo některé nejnovější technické výdobytky své doby, jako například zatahovací podvozek, pneumatické odledování náběžných hran, nebo celokovovou konstrukci.

## Vývoj

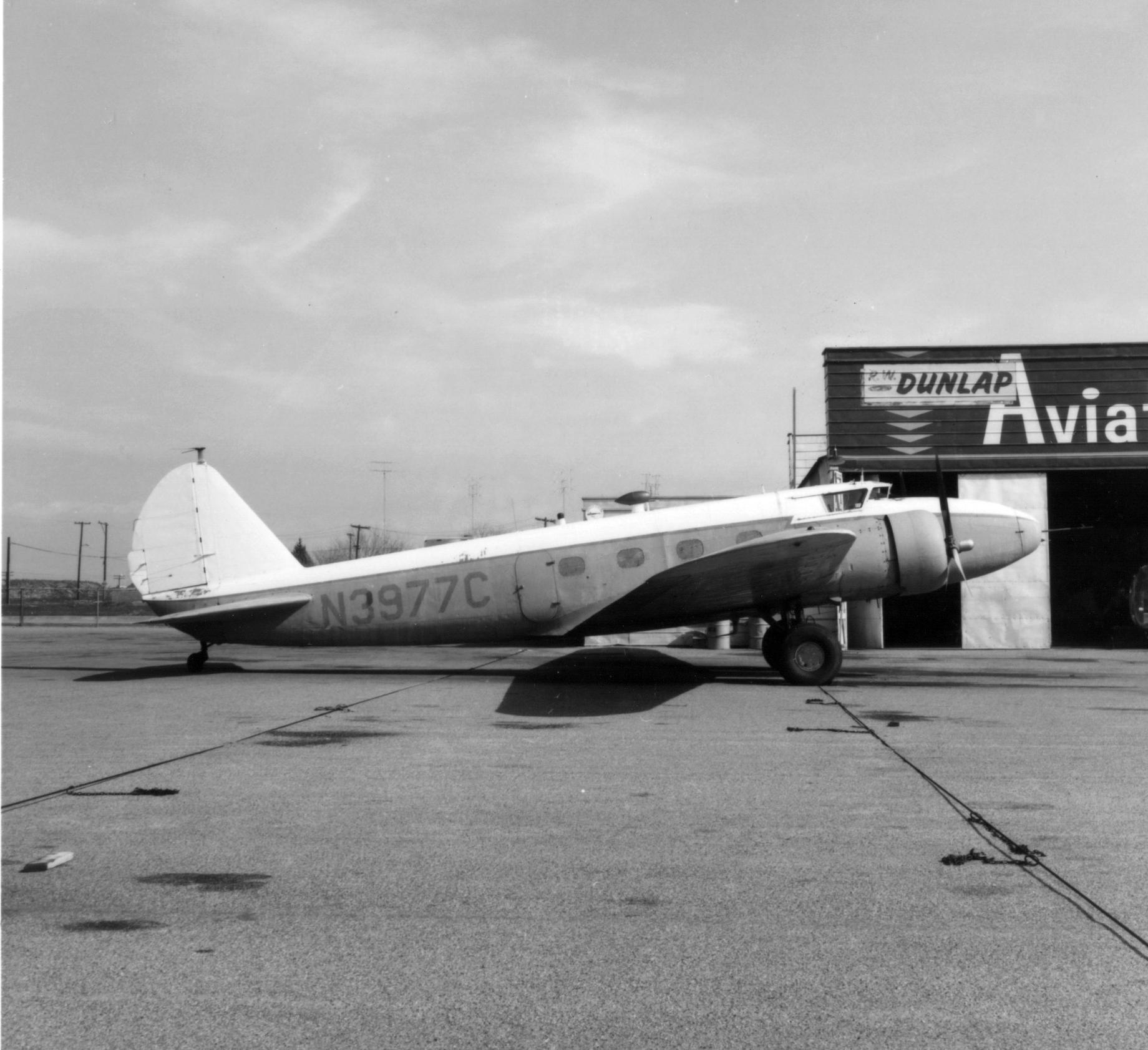
Boeing 247 (N3977C)

Prototyp Boeingu 247 (výr. č. 1682, NX13300) byl vyvinut pro dopravní společnost Boeing Air Transport. První let absolvoval 8. února 1933 z Boeingova letiště v Seattlu. Řídili jej testovací pilot společnosti Boeing Leslie R. Tower a kapitán společnosti United Air Lines Louis C. Goldsmith. Čtyřicetiminutový let proběhl úspěšně a ještě téhož dne s ním Tower odstartoval podruhé.
Pohon zajišťovala dvojice hvězdicových motorů Pratt & Whitney Wasp S1D1 po 404 kW, opatřených prstencem Townend. Do jejich gondol se zatahovala hlavní podvozková kola, jejichž polovina vyčnívala mimo jejich obrys. Kabina pro cestující byla desetimístná. Několikapolohové vrtule byly zpočátku dvoulisté, později třílisté s hydraulickým nastavením.
Z následné sériové výroby byl třicátý stroj dokončen ve verzi Boeing 247A se dvěma dvouřadými hvězdicovými motory Pratt & Whitney Twin Wasp Junior SGR-1535 s výkonem po 460 kW. Tento šestimístný letoun vznikl na objednávku firmy Pratt & Whitney.
Verze označená Boeing 247D měla prodloužené motorové kryty typu NACA s lepšími aerodynamickými vlastnostmi, které ukrývaly reduktorové pohonné jednotky Pratt & Whitney Wasp S1H1G po 404 kW. Čelní štítek třímístné pilotní kabiny již neměl záporné sklonění, výškové i směrové kormidlo byly na rozdíl od dřívějších celokovových potaženy plátnem. Celkem bylo do listopadu 1934 postaveno 13 kusů, starší modely se pak na tento standard upravovaly dodatečně.

## Služba

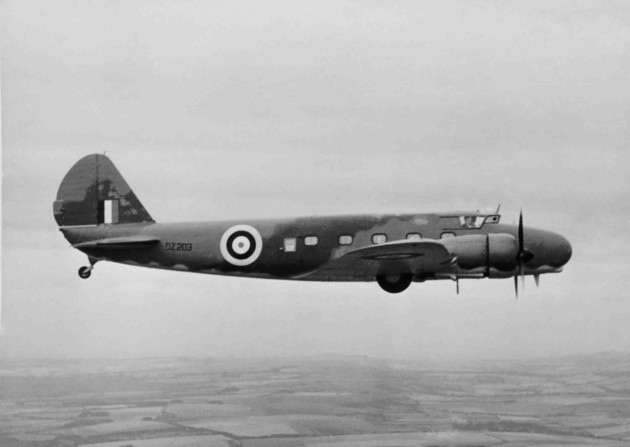
Boeing 247D (DZ203), RAF

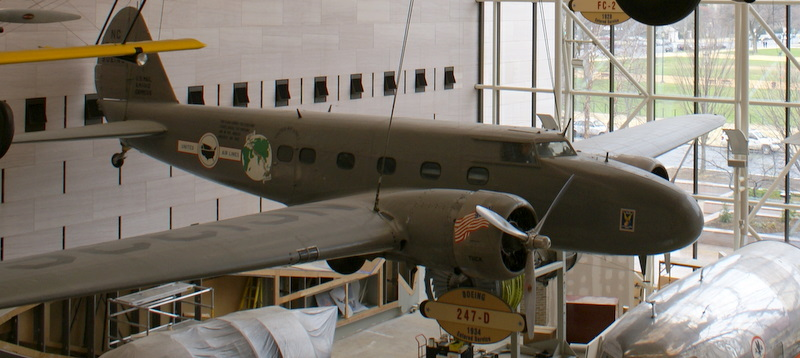
Boeing 247D

Dopravní společnost Boeing Air Transport byla členem konsorcia United Aircraft Transport Co., v květnu 1934 přejmenované na United Air Lines. Tito dopravci, sdružení do UAL, objednali celkem 70 sériových strojů Boeing 247, jejichž první exemplář převzali v březnu 1933. K 1. lednu 1934 již registrovali 54 kusů. Nakonec bylo pro americké zákazníky postaveno 59 letounů, další dva převzala německá Lufthansa (výr. č. 1944, D-AGAR a 1945, D-AKIN).
Od října 1934 se United začal zbavovat starších verzí Boeingů 247, v lednu 1937 létal již jen s 39 kusy Modelu 247D. Vyřazené stroje používali menší dopravci jako Western Air Express, Pennsylvania-Central Airlines, National Parks Airlines, Wyoming Air Service, Inland Air Lines a Zimmerley Airlines v USA a také SCADTA v Kolumbii.
V roce 1934 byl jeden stroj Boeing 247D exportován do Číny jako osobní letoun maršála Čang Süe-lianga. Trup byl upraven pro šest sedadel a čtyři lehátka. Tento exemplář se nakonec dostal do vlastnictví vojsk generála Čankajška a v roce 1938 byl zničen při japonském náletu. Druhým upraveným strojem pro Čínu byl Boeing 247D z přebytků letecké společnosti United. V roce 1937 byl přestavěn na bombardovací Boeing 247Y. Nesl dva pevné kulomety Colt ráže 12,7 mm v přídi a třetí stejnou zbraň pohyblivě uloženou ve hřbetním střelišti trupu. Pod trupem byly instalovány závěsníky pro pumy.
Jeden z prvních vyrobených letounů, patřící letecké společnosti UAL, si zapůjčil Američan Roscoe Turner, aby na něm v roce 1934 absolvoval letecký závod Londýn-Austrálie. S přídavnými nádržemi v trupu dokončil závod na třetím místě, ale vzhledem k pravidlům se nakonec posunul na místo druhé. Fakticky byl však poražen vítězným De Havillandem DH.88 Comet a původně druhým DC-2.
Z mezinárodní sbírky byly v roce 1936 zakoupeny čtyři vyřazené letouny pro španělské republikánské letectvo. V období ukončení občanské války se nacházely v mexickém přístavu Veracruz. Následně byly mexickou vládou zabaveny a v březnu 1937 prodány v dražbě.
V roce 1942 USAAF zmobilizovalo 27 letuschopných strojů a zařadilo je pod označením C-73 ve vojenské dopravě, především v USA. Většinou byly vybaveny novými pohonnými jednotkami Pratt & Whitney Wasp vojenské verze R1340 s dvoulistými stavitelnými vrtulemi. Kryty NACA na těchto motorech byly převzaty z výroby cvičných letounů North American T-6 Texan. Osm kusů C-73 převzalo v roce 1940 RCAF, jeden (výr. č. 1726, sér. č. DZ203) v červenci 1941 Royal Air Force. V roce 1944 byl zařazen u speciální jednotky Blind Landing Experimental Unit, u které uskutečnil zcela automatické přistání pomocí spojeného přistávacího zařízení ILS a autopilotu Minneapolis Honeywell. V roce 1946 byl sešrotován. V roce 1944 byla většina Boeingů 247 odprodána civilním majitelům.

## Specifikace (Model 247)
Údaje dle

### Technické údaje
- Osádka: 2
- Rozpětí: 22,55 m
- Délka: 15,72 m
- Výška: 3,70 m
- Nosná plocha: 77,66 m²
- Hmotnost prázdného letounu: 4 060 kg
- Vzletová hmotnost: 6 192 kg
- Pohonná jednotka: 2 × hvězdicový motor Pratt & Whitney Wasp S1D1
- Výkon pohonné jednotky: 405 kW každý

### Výkony
- Maximální rychlost: 322 km/h
- Cestovní rychlost: 304 km/h
- Počáteční stoupavost: 6,7 m/s
- Dostup: 7 742 m
- Dolet: 1 199 km